# Усть-Сертинское сельское поселение
Усть-Се́ртинское се́льское поселе́ние — упразднённое муниципальное образование в Чебулинском районе Кемеровской области. Административный центр — село Усть-Серта.

## История
Усть-Сертинское сельское поселение образовано 17 декабря 2004 года в соответствии с Законом Кемеровской области № 104-ОЗ.
Село Усть-Серта расположено на северо-востоке Кемеровской области, входит в состав Чебулинского района. Рельеф – равнина, холмы. Климат резко континентальный. Средняя температура летом +17˚+19˚С; зимой -17˚-20˚С.
Село моложе Шестаково, Алчедата, но старше Курск-Смоленки (1887г.). Расположено село в низине – в устье реки Серты.
В архивах Томского исторического музея первое упоминание о с. Усть-Серта датируется 1826 г., но на самом деле оно основано раньше. В 1815 г. На карте Сибири обозначено село Усть-Серта, а упоминание о селе относится к 1769 г. Усть-Серта входила в Томскую губернию. В 1826 г. В селе было 70 дворов. По документальным материалам, в 1859 году, оно именуется Усть-Сертинское (Нижняя Серта). Раскинувшись по правую сторону Московского тракта, идущего от города Томска на Иркутск у рек Кия и Серта. Село в это время насчитывала 143 двора с населением 887 человек. Ни школ, ни церквей, ни торговых лавок в конце пятидесятых годов 19 века здесь не было.
Документы рассказывают, что в целом население Томской губернии состояло преимущественно из переселенцев европейской части России, то «исключительно только в 6 селениях Мариинского округа в количестве 963 душ обоего пола, из которых…108 в деревне Усть-Сертинской» жили украинцы, а также в небольшом количестве представители мордовской национальности.
Место расположения села Усть-Сертинского выбрано не случайно. Реки Кию и Серту можно было использовать не только для рыбной ловли, но и как транспортные артерии, а р. Серту – для развивающейся впоследствии мукомольной промышленности.
Первыми поселенцами в Усть-Серте были поляки: Завацкие, Мацкевич, Гинтовы, Волонтинасовы. Они срубили себе небольшие домики – избушки прямо в лесу, в районе настоящего колбасного цеха. Строили в глухом необжитом месте, где были болота, хвойные леса, бродили звери. Болота были на месте улиц Кирова, Рабочая, Советская.
Село строилось вдоль реки Кии от «Гусевки», названной по фамилии одного из переселенцев Гусева. Гусевка расположена у устья реки  Серты. Вслед за поляками в Усть-Серте селились приехавшие с берегов рек Чалка и Дон. Их называли «чалдонами». Селились переселенцы «краем». Отсюда первым был построен «Русский край».
Дома рубили пятистенные, вдоль реки, окнами к солнцу. К дому прирубали бревенчатые стены – сени… Детей в каждой семье было много. Жили большими семьями. Противоположную часть улицы называли «мордвама», а часть улицы между «Русским краем» и «мордвами» называли «горочкой». (Ныне эта одна улица Советская.)
Позднее появились переселенцы с Украины и поселились на улице перпендикулярно «Русскому краю», вверх по течению реки Кии и называли  ее «хохлы». В настоящее время это улица  Пролетарская.
Вниз по течению реки Кии была построена улица (в районе бензозаировки). В настоящее время этой улицы нет.
До Японской войны 1905 года была построена новая улица «Солдатская», так как многие мужчины в то время ходили во солдатах. Позднее эту улицу назвали «Харбин». В настоящее время она называется улица Горького.
В 1880 г. в селе  Усть-Сертинском вспыхнула эпидемия чумы. Умерло 60 человек. Хоронили их не на деревенском кладбище, а на горе за селом (ныне это улицы Алтайская и огороды улицы Сибирской). Это кладбище было опахано. При строительстве новых улиц были обнаружены гробы.
Во второй половине 19 века Усть-Серта растет быстрыми темпами, и к концу 1904 году это уже довольно большое село Усть-Сертинское Алчедатской волости Мариинского уезда Томской губернии. Отстроились новые дома, теперь их стало 225 дворов с населением 1639 человек. На реке Серте работают две водяных мукомольных мельницы, принадлежащие единоличникам (Хитровы, Шумаковы и др.). Позднее мельниц стало 9. В селе построили 3 кузни.
Значительное развитие села во 2-й половине первого десятилетия 20 века. В 1911 г. Население Усть-Серты составило 2104 человека. Появляются свои сельские лавки – молочная, мануфактурная, хлебозапасная.
В 1916 году проводилась Всероссийская сельскохозяйственная перепись. В Усть-Серте насчитывается 281 хозяйство. Село насчитывает 1815 человек населения.
Река Кия постоянно смывала берег, и жители крайних домов были вынуждены переселяться. Так к 20-м годам 20-го века начала строиться улица Зеленая («Зеленовка»), а затем Дальняя Зеленовка. Дальняя Зеленовка существовала до 1980 года.
В 1920 году Усть-Серта по-прежнему входит в состав Алчедатской волости, но уже является центром сербско-славянского общества, куда входит поселок Французский (19 дворов), и Итальянский (6 дворов). В состав Усть-Сертинского сельсовета вошли поселок Володарский у озера Базыр с населением 90 человек, несколько хуторов, а также деревня Подаик с населением 343 жителя, где тоже открыли школу.
По некоторым свидетельствам строительство села началось в 1769 году. Железная дорога через Мариинск была пущена в 1896 году.
1941-1945г.г. Не обошла Великая Отечественная воина Усть-Серту. Все взрослые мужчины были призваны на фронт. 220 мужчин усть-сертинцев покинули родной дом. Замещая мужчин, ушедших на войну, женщины становились председателями колхозов, бригадирами полеводческих и тракторных бригад. С удивительной стойкостью и терпением они сохраняли колхозное хозяйство и свой семейный очаг. На войне погибло 125 усть-сертинцев. Война тяжело отразилась на селе. Ощущалась твердая нехватка трудовых ресурсов, ослабла материально-техническая база. Не хватало тракторов. Тем не менее, в тяжелейших условиях колхозы получали не плохой урожай.
На сегодняшний день в селе насчитывается около 1400 человек.

## Население
| 2010  | 2011  | 2012  | 2013  | 2014  | 2015  | 2016  |
| ----- | ----- | ----- | ----- | ----- | ----- | ----- |
| 2146  | ↘2137 | ↘2108 | ↘2059 | ↘2014 | ↘1976 | ↘1949 |
| 2017  | 2018  | 2019  |       |       |       |       |
| ↘1910 | ↗1913 | ↗1915 |       |       |       |       |

## Состав сельского поселения
| № | Населённый пункт | Тип населённого пункта       | Население |
| - | ---------------- | ---------------------------- | --------- |
| 1 | Курск-Смоленка   | деревня                      | 576       |
| 2 | Усть-Серта       | село, административный центр | 1316      |
| 3 | Шестаково        | деревня                      | 254       |

## Достопримечательности
У деревни Шестаково, на правом берегу реки Кия находится «Шестаковский комплекс раннемеловых позвоночных». Геологическое обнажение Шестаковский Яр или «Шестаково-3» был открыт в 1953 году. В 1993 году геолог Александр Моссаковский обнаружил в его основании скелет мелкого динозавра пситтакозавра, жившего в раннем меловом периоде 130—100 миллионов лет назад. «Точка Шестаково-3» стала вторым местонахождением в России после Благовещенска, где обнаружены полные скелеты динозавров. Всего было найдено два вида пситтакозавров подотряда Ornithopoda (в том числе Psittacosaurus sibiricus), несколько видов птицетазовых динозавров (отряд Ornithischia), гигантские динозавры (подотряд Sauropoda), два вида гигантских хищных динозавров, в том числе — теризинозавр (подотряд Theropoda), платеозавр, дилофозавр, скутеллозавр, камаразавр, маменчизавр, несколько видов крокодилов (подотряд Protosuchia и подотряд Eusuchia), ящерицеобразные, черепахи, рыбы, птицы, зверообразные рептилии (подотряд Theriodontia, семейство Tritylodontidae), млекопитающие (отряды Triconodonta и Symmetrodonta).